# 유파이왕
《유파이왕》(又拍网)은 중화인민공화국의 이미지 호스팅 웹사이트로 플리커와 비슷한 목적으로 운영되고 있다.

## 같이 보기
- 바바볜
- 플리커